# Ebenavia inunguis
Ebenavia inunguis — вид геконоподібних ящірок родини геконових (Gekkonidae). Ендемік Мадагаскару. Ebenavia boettgeri, Ebenavia robusta, Ebenavia safari і Ebenavia tuelinae раніше вважалия конспецифічними з Ebenavia inunguis, однак за результатами низки досліджень були визнані окремими видами.

## Поширення і екологія
Ebenavia inunguis мешкають на півночі острова Мадагаскар та на сусідньому острові Нусі-Бе. Вони живуть у вологих тропічних лісах, ведуть нічний, деревний спосіб життя. Часто зустрічаються під корою і в дуплах мертвих дерев. 